# Бодлив паленис
Бодливият паленис (на латински: Pallenis spinosa) е едногодишно тревисто растение, типично за Европа и части от Северна Африка. Достига до височина 60 см, стъблата са влакнести, слабо разклонени в горната част. Цъфти от април до юни. В България се среща по Черноморието и в Източните Родопи. Видът е защитен съгласно Закона за биологичното разнообразие.

## Галерия
- Цветове
- Плодове